# Sóng gió
"Sóng gió" là một đĩa đơn của nhà sản xuất âm nhạc người Việt Nam Khánh và ca sĩ kiêm sáng tác nhạc, rapper người Việt Nam – Jack sáng tác và trình bày, được ra mắt vào lúc 20h ngày 12 tháng 7 năm 2019 trên Zing MP3 cùng với một video âm nhạc (MV) trên kênh YouTube của Khánh. Sóng gió trở thành ca khúc thành công nhất trong sự nghiệp của Jack với hơn 455 triệu view trên YouTube, và là một trong những ca khúc nổi bật nhất năm 2019. Trước đó, teaser của MV này cũng từng lọt top 2 trending YouTube cùng hơn 3 triệu lượt xem. Các từ khóa "J97", "Sóng gió"... cũng lọt top tìm kiếm trên Google. Hiện nay, MV Sóng Gió có lượt xem cao thứ nhì trong tất cả các MV tiếng Việt, sau MV Bống Bống Bang Bang của kênh 365daband.

## Phát hành
Đúng 20h00 ngày 12 tháng 7, MV Sóng gió – dự án âm nhạc từ bộ đôi hot nhất showbiz thời gian này Khánh và Jack chính thức được lên sóng. Sóng gió được phát hành trên ZingMp3 cùng với một MV được phát theo hình thức công chiếu trên kênh YouTube của Khánh. Sóng gió là một ca khúc phức tạp không theo các sáng tác thông thường, mà có tới 7 giai điệu khác nhau hoàn toàn và chỉ lặp lại duy nhất 4 câu điệp khúc.
Sóng gió được quảng bá như là phần thứ ba của chuỗi câu chuyện Hồng nhan – Bạc phận – Sóng gió. Dự án phim ngắn Sóng gió: Hồi kết ra mắt sau đó cũng được đón nhận lớn của khán giả.

## Câu chuyện
MV Sóng gió là câu chuyện tiếp nối từ Bạc phận. Khi Jack đưa An về một miền quê xa xôi để an yên sống cuộc sống ruộng đồng sau diễn biến căng thẳng ở cuối sản phẩm Bạc phận trước đó. Cho tới khi anh chàng Khánh tìm tới cùng lời đề nghị Jack quay về. Khánh muốn Jack tiếp tục làm nhạc, không mong anh sống nơi cô quạnh. Những bi kịch diễn biến sau đó khiến người xem không khỏi xót xa cũng như đôi phần khó hiểu. Cảnh cuối của sản phẩm khiến fan vỡ òa khi nhận ra MV chưa phải tất cả.

## Đánh giá

### Về nhạc và lời
Không dễ để gọi chính xác thể loại nhạc của Sóng gió, một sáng tác của J97 và cũng do chính anh thể hiện. Chất Pop Ballad khá nổi bật, nhưng ca khúc vẫn có màu của dân ca Nam Bộ. Giai điệu cũng khá giống với nhạc Hoa kiểu cũ, vốn được yêu thích ở thị trường nhạc Việt cuối thập niên 1990 – đầu 2000. Bên cạnh đó, Sóng gió cũng đan cài Rap, dù không thể phủ nhận cách rap cũng khá "sến". Nhưng tất cả tạo nên một ca khúc đa màu sắc, không nhất quán về thể loại, do vậy, có thể chiều được nhiều đối tượng khán giả. Sóng gió là ca khúc có câu chuyện, cách gieo vần mỗi cuối câu cũng rất bắt tai. Ca khúc truyền tải một câu chuyện tự sự về tình yêu, có đau khổ, có thủy chung, có thử thách, do vậy, dễ nhận được sự đồng cảm. Điểm khác biệt là J97 dùng nhiều từ Hán – Việt trong ca khúc của mình như "hồng trần", "họa đời", "phiêu du", "phu thê", "tư bề", "vạn trùng",....
Sóng gió hội tụ và phản ánh các yếu tố âm nhạc đang được khán giả đại chúng ưa chuộng: xu hướng kết hợp truyền thống – hiện đại, mô hình singer – songwriter (nghệ sĩ tự sáng tác tự hát). Tuy nhiên, điều đặc biệt ở Sóng gió còn nằm ở cách phối khí kết hợp các nhạc cụ dân tộc trên nền nhạc hiện đại của Khánh, các ca khúc được hòa trộn giữa màu sắc dân gian (giai điệu mang âm hưởng ngũ cung, thanh âm nhạc cụ cổ truyền, ca từ hoài cổ) và chất liệu hiện đại (nền beat điện tử, đoạn rap) bắt đầu thâm nhập V-pop từ giữa thập niên 2010, với các bản hit đứng top đầu BXH như Tình yêu màu nắng, Bốn chữ lắm, Gửi anh xa nhớ, Lạc trôi, Túy âm.... Lúc đó, đa số các bài hát "ruột truyền thống, vỏ hiện đại" mang nét dân ca vùng Bắc Bộ. Sự xuất hiện của J97 và Khánh cùng sản phẩm mang hơi thở miền Tây Nam Bộ (Sóng gió) đã đáp ứng nhu cầu từ phân khúc người nghe này và mang đến thành công vang dội. Ngoài ra, xu thế giao thoa truyền thống và hiện đại tạo sự gần gũi với thế hệ người nghe cũ, đồng thời tiếp cận lứa khán giả mới. Điều đó giúp Sóng gió mở rộng đối tượng công chúng và thu hút sự quan tâm lớn.

### Về hình ảnh MV
Sóng gió khắc họa bối cảnh miền Tây sông nước. Màu sắc đến cảnh trí đều không cầu kỳ, thậm chí có thể coi là bình dân, giản dị. MV được cho là kể tiếp câu chuyện của Bạc phận đã được nam ca sĩ và ê-kíp ra mắt trước đó. Cách xây dựng câu chuyện kiểu phim ngắn chèn nhạc, pha chút mâu thuẫn, drama, giang hồ, đúng những tiêu chí để ăn khách hiện nay.

## Thành tích nhạc số

### YouTube
Vào thời điểm phát hành, Sóng gió đã trở thành MV có lượng người xem công chiếu cao thứ 4 toàn cầu đạt hơn 181.000 vượt nhóm nhạc Red Velvet  của SM Entertainment với MV Zimzalabim (172.802 lượt xem), về sau 3 sản phẩm Kill This Love  (Blackpink), Thank U, Next  (Ariana Grande) và Hãy trao cho anh  (Sơn Tùng M-TP). Sau 45 phút đầu tiên, MV đã vượt mốc 1 triệu lượt xem. Trong giờ đầu tiên, số lượt xem mà MV đạt được là 1.131.000. Sau 2 giờ đầu tiên, số lượt xem mà MV có là 2.100.000.. Sau 12 giờ lên sóng, Sóng gió đã nhanh chóng lọt top 2 trending và thu về hơn 4 triệu lượt xem trên YouTube. MV vượt qua Hãy trao cho anh của Sơn Tùng M-TP để đạt "ngôi vương" top 1 trending cùng hơn 5,5 triệu lượt xem trên YouTube chỉ sau 16 tiếng 30 phút
MV tiến tới cột mốc 50 triệu lượt xem chỉ sau 9 ngày 2 giờ cùng hơn 1,2 triệu lượt thích . Bên cạnh đó, Sóng Gió còn đạt kỷ lục MV Vpop giữ top 1 Trending YouTube lâu nhất (16 ngày không liên tiếp).
Sau đúng 24 ngày 3 giờ, Sóng gió chính thức cán mốc 100 triệu lượt xem cùng hơn 1,5 triệu lượt thích trên YouTube. Cũng với thành tích này, MV Sóng gió của J97 chính thức vượt qua sản phẩm Người lạ ơi (Orange, Karik – 38 ngày), trở thành MV cán mốc 100 triệu lượt xem nhanh thứ 2 trong lịch sử Vpop chỉ sau MV Hãy trao cho anh của Sơn Tùng M-TP (15 ngày).
Tiếp đó, vào ngày 22 tháng 10 năm 2019, sau đúng 102 ngày phát hành, MV Sóng gió cán mốc 200 triệu lượt xem, trở thành MV cán mốc 200 triệu lượt xem trên Youtube nhanh nhất lịch sử Vpop., đánh bại kỷ lục trước đó nắm giữa bởi MV Bạc phận cũng của chính J97.
Một tháng sau khi MV Bạc phận lập thành tích 300 triệu lượt xem nhanh nhất Vpop, vào ngày 5 tháng 5 năm 2020, MV Sóng gió cũng chính thức cán mốc 300 triệu lượt xem, vượt Bạc Phận với thời gian kỷ lục chỉ hơn 9 tháng phát hành. Nó cũng giúp J97 trở thành nghệ sĩ Vpop duy nhất có 2 MV trên 300 triệu lượt xem tính đến thời điểm hiện tại.

### Zing MP3
Sóng Gió tiến thẳng lên top 1 #zingchart real-time sau 90 phút phát hành, 22 lần "chạm đỉnh" #zingchart, 8 tuần thống trị #zingchart, 16 tuần bám trụ top 10, thắng giải Ca khúc Pop/Ballad được yêu thích tại Zing Music Awards 2019. Sóng gió chính thức chạm mốc 500 triệu lượt nghe trên Zing MP3 chỉ sau 9 tháng phát hành. Đến nay, đây là ca khúc có số lượt nghe nhiều nhất trong lịch sử Vpop.

## Phim ngắnSóng gió: Hồi kết
Đúng 8 giờ tối ngày 1 tháng 8 năm 2019, J97 chính thức ra mắt phim ngắn Sóng gió: Hồi kết. Sự mong chờ của người hâm mộ cũng như khán giả được minh chứng thông qua việc lượt xem công chiếu lên đến hơn 677.000, chạm đến top 2 trending YouTube và teaser phim trước đó chạm mốc 4 triệu lượt xem chỉ sau 4 ngày. Sau 4 ngày ra mắt, phim ngắn chính thức giành lấy vị trí top 1 trending Youtube cùng 16 triệu lượt xem.
Phân nửa đầu của Sóng gió: Hồi Kết là những cảnh đã xuất hiện từ MV cùng phần lời thoại chi tiết hơn. Nếu như khán giả trước đó chỉ có thể cảm nhận thoại thông qua phụ đề thì lần này được tỏ tường chi tiết. Diễn biến mới xảy ra khi An bị người chồng cũ bắt về và giam giữ. Tại đây, cô cũng nhận ra mình đã mang trong mình đứa con của J97. Không may, người chồng cũ gian ác cũng phát hiện chuyện này lập tức biến An trở thành "con mồi" nhằm dụ J97 và Khánh xuất hiện. Những tình tiết kế tiếp đẩy lên tới cao trào là cuộc "chạm trán" của cả hai. Cảnh tượng cuối cùng khiến cho người xem không khỏi xót xa đó là cái chết của Jack bên sự đau đớn đến cùng cực của An và người anh em tri kỷ Khánh.